# Hernando Calvo Ospina
Hernando Calvo Ospina (Cali, 6 de junio de 1961) es un periodista, escritor y realizador de documentales colombiano residente en Francia. 

## Biografía
El 24 de septiembre de 1985, siendo estudiante de periodismo en la Universidad Central del Ecuador de Quito, fue detenido y desaparecido. Como lo denunció posteriormente ante el Tribunal de Garantías Constitucionales de ese país, Amnesty International, y otras instituciones internacionales de Derechos Humanos, inicialmente pasó tres días esposado de pies y manos, además de tener vendados los ojos. Durante ese tiempo no se le permitió dormir ni se le dio de comer, y apenas se le suministraba agua. Por sus raptores supo que había sido capturado en un operativo conjunto de la inteligencia militar colombo-ecuatoriana. Se debe precisar que días antes un comando de la guerrilla colombiana del Movimiento 19 de Abril, M-19, había secuestrado a un acaudalado hombre de negocios ecuatoriano, por lo cual los servicios de seguridad iniciaron una "cacería de brujas" contra todo aquel residente colombiano que consideraran políticamente de izquierda. Y él era un reconocido crítico del gobierno colombiano, para lo cual utilizaba varios medios de expresión públicos. Trasladado en el baúl de un carro, aún vendado y esposado, sus primeros captores lo entregaron al Servicio de Investigación Criminal de la Policía, SIC. Durante cinco días fue brutalmente torturado a base de golpes y choques eléctricos. Apenas unos panes y algunas sobras del casino de oficiales se le daban a comer. Al no comprobarse su participación en organizaciones guerrilleras, el 4 de octubre fue enviado al penal García Moreno, donde pasó casi tres meses sin juicio. Ante la masiva presión internacional, el gobierno del presidente León Febres Cordero debió permitir que saliera de la cárcel, aunque en un avión directo a Lima, Perú, el 28 de diciembre de 1985. A los dos meses de estar en esta nación, protegido por el Alto Comisionado de las Naciones Unidas para los Refugiados, ACNUR, el gobierno del presidente Alan García lo consideró persona non grata, exigiendo su salida del país. Bajo el amparo del gobierno francés, el 15 de marzo de 1986 llegó a París.
Antes de retomar su profesión de periodista, y para sobrevivir, durante los primeros cuatro años de vida en París trabajó limpiando oficinas. 
Ha sido entrenador y árbitro de voleibol, así como apasionado bailador y coleccionista de música Salsa. 
Es autor de varios libros, todos traducidos en diferentes idiomas : Castellano, francés, inglés, italiano, alemán, neerlandés, turco, persa, checo (ver bibliografía).
Colaborador del mensual francés Le Monde diplomatique, ha participado en la realización de documentales para las cadenas de televisión: la británica BBC; la franco-alemana ARTE; y la alemana ADR. En los últimos años ha realizado varios documentales, principalmente difundidos por la cadena latinoamericana Tele Sur. Uno de ellos "Venezuela, la oscura causa", ha sido subtitulado a 17 idiomas. En su canal YouTube pueden encontrarse algunas de sus producciones y entrevistas
En el 2005 fue nominado al "Premio Lorenzo-Natali de periodismo", de la Comisión Europea, por el artículo "Colombia: como el de Irak, un conflicto privatizado", publicado en noviembre de 2004 en Le Monde diplomatique. El Premio se lanzó en 1992 para reconocer la excelencia en la información sobre temas de desarrollo, desigualdad, derechos humanos y erradicación de la pobreza.
Ha compartido conferencias con personalidades como el dirigente cubano Fidel Castro Ruz, y el presidente de Venezuela Hugo Chávez Frías. Ha entrevistado al presidente de Ecuador Rafael Correa, y otras destacadas figuras como: los franceses Danielle Mitterrand, el actor Pierre Richard y monseñor Jacques Gaillot; al sociólogo estadounidense James Petras; al periodista franco-español Ignacio Ramonet; al comandante de la revolución cubana Victor Dreke y al intelectual de la misma nacionalidad Abel Prieto
Igualmente, para su trabajo periodístico, entrevistó a los comandantes de la entonces guerrilla de las Fuerzas Armadas Revolucionarias de Colombia, FARC, Raúl Reyes (†), y Jaime Guaracas. También a los comandantes guerrilleros del Ejército de Liberación Nacional, ELN, Manuel Pérez Martínez (ex máximo dirigente †), Milton Hernández (†), Ramiro Vargas y Pablo Beltrán.
Para la elaboración de su libro “Don Pablo Escobar”, pasó varios días con miembros del llamado Cartel de Medellín. Realizando "Perú: los senderos posibles", entrevistó a generales del Ejército de Perú, y también a cuadros y simpatizantes de la organización Sendero Luminoso. En Miami y Nueva York entrevistó a dirigentes de organizaciones que han sido señaladas como responsables de crímenes y atentados terroristas, todos de origen cubano, como Orlando Bosch Ávila(†), Nazario Sargent (†), José "Pepe" Hernández, y José Basulto. Con estas y otras entrevistas publicó el libro "¿Disidentes o Mercenarios?". 
Entre el 1 y el 5 de diciembre del 2004, en Caracas, Venezuela, participó del Encuentro Mundial de Intelectuales y Artistas En Defensa de la Humanidad, el cual congregó a más de 400 representantes de 52 países y diversas culturas. Ahí se consolida la idea que desde el año anterior habían propuesto intelectuales de México y Cuba. Desde entonces es uno de los dinamizadores de la REDH.
En enero de 2005, el documental “The Secret Of The Bat: Bacardi Between Rum And Revolution” (El Secreto del Murciélago. Bacardi, Entre Ron y Revolución), recibió la Medalla de Bronce (Bronze World Medal) del New York Film Festival. El documental está basado en el libro de Calvo Ospina «Bacardí, la Guerra Oculta», donde también participa el autor
El 5 de febrero de 2009, da una conferencia sobre « Las sociedades militares privadas en Colombia », durante la Jornada de Estudios « Privatización de la violencia », organizada por el Centro de Investigación de las Escuelas de Saint-Cyr Coëtquidan (CREC), de la alta escuela de formación para oficiales del Ejército de Francia.

## Estados Unidos lo incluye en la "No Fly List"
Investigador y denunciante del terrorismo de Estado en Colombia, así como de la agresiva política estadounidense, especialmente hacia América Latina, descubrió el 18 de abril de 2009 que figuraba en la "No fly list" de las autoridades estadounidenses, cuando el avión en el cual se encontraba recibió la prohibición de sobrevolar el espacio aéreo de Estados Unidos, «por motivos de seguridad nacional». Proveniente de París, la nave de Air France se dirigía a ciudad de México sin escala en Estados Unidos,
El 6 de mayo de 2012 Calvo Ospina debía viajar desde Madrid a La Habana por la compañía española Air Europa. Antes de obtener su carta de embarque, un responsable de la empresa lo llevó ante un hombre que se presentó como funcionario de la embajada de Estados Unidos. Y este, sin rodeos, le comunicó que no podía ir en ese vuelo porque pasaría 5 minutos sobre el espacio aéreo de su país, y su nombre se encontraba en la No Fly List,
De nuevo el 8 de septiembre de 2018 se le negó la carta de embarque. Ahora fue en el aeropuerto parisino de Orly, cuando pretendía viajar a Cuba por la compañía francesa CORSAIR. La persona responsable de la empresa le facilitó el número de teléfono de la oficina que había dado la orden: le contestaron de la Transportation Security Administration, TSA, en Washington
De nuevo, el 19 de marzo de 2024 se le prohibió abordar un avión, en este caso de Cubana de Aviación.  Aunque iría hacia Cuba por esta compañía, el registro de pasajeros se hacía por el sistema de la empresa Iberia, la cual trasladó la información a las autoridades estadounidenses, y estas bloquearon la posibilidad de su registro. Lo más sorprendente es que la nave ingresaba a Cuba por Santiago de Cuba, muy léjos del espacio aéreo estadounidense, el cual tiene prohibido Calvo Ospina desde el año 2009, al estar en la "No Fly List".
El caso de Calvo Ospina sirvió para que el diario español El País explicara el por qué las autoridades europeas y sus empresas de transporte aceptan que Estados Unidos tome esas decisiones, así los pasajeros no vayan a descender en su territorio

## Francia le niega la nacionalidad
El 22 de septiembre de 2011 el gobierno francés le negó la nacionalidad. La carta enviada por el Ministerio del Interior dice que tal decisión fue tomada debido a sus "relaciones con la representación cubana en París", y por "su proximidad con la ideología castrista". También se le reprocha el haber encontrado a miembros de las FARC "durante sus actividades como periodista", y de hacer parte de la "lista americana de personas que se les prohíbe el sobrevuelo del espacio aéreo de Estados Unidos".
También se adujo los "comentarios virulentos" que hizo sobre Francia en 2003, cuando escribió en un diario cubano que "la diplomacia francesa está jugando con fuego", "criticando duramente la política exterior de Francia en su alineamiento con las medidas de represalia tomadas por la Unión Europea contra el régimen castrista". En conclusión, su "lealtad a Francia y a sus instituciones" no está demostrada, según el gobierno francés, siendo uno de los puntos centrales para negarle la nacionalidad.
Muchas personalidades políticas e intelectuales de Francia, así unas 10 mil personas se solidarizaron con el escritor y elevaron su protesta ante el gobierno.
Calvo Ospina llevó el caso ante la justicia, incluido el Consejo de Estado, y siempre se le ratificó la negativa. Es de anotar que Calvo Ospina, además de llevar tres décadas residiendo en Francia, tiene dos hijos con una ciudadana francesa. Nunca ha tenido el mínimo problema judicial en este país. 

## Reconocimientos como periodista y escritor
El 18 de julio de 2016, a propuesta de la Asamblea municipal del Poder Popular de Guantánamo, Cuba, se le entregó la réplica de La Fama, símbolo de esta ciudad, y su Sello Conmemorativo, luego de haberse realizado la premier de su documental "Todo Guantánamo es nuestro". También el Instituto Cubano de Amistad con los Pueblos, Icap, le entregó un reconocimiento, a manos de su entonces vicepresidente, y Héroe de la República de Cuba, Fernando González Llort. Ambos reconocimientos le fueron concedidos por su "activismo en favor de Cuba y sus verdades". "Por contribuir a la difusión de la verdad de Cuba en el mundo, tantas veces tergiversada por las grandes transnacionales de la información”.
El 22 de abril de 2025, con ocasión de celebrarse el Día Mundial del Libro y del Derecho de Autor, proclamado por la UNESCO en noviembre de 1995, la delegación de la República Bolivariana de Venezuela ante esa Institución mundial, le entregó la Medalla Conmemorativa de la UNESCO del Bicentenario del Nacimiento de Simón Bolívar, por su "trayectoria  profesional e intelectual".

## Miembro de Sociedades de intelectuales en Francia
Es miembro de la Sociedad de Personajes Literarios (Société des gens de lettres, SGDL), asociación privada francesa, fundada en París en abril de 1838, a partir de una idea de Louis Desnoyers con el apoyo de Honoré de Balzac.
Hace parte de la Sociedad de Autores y Compositores Dramáticos (Société des Auteurs et Compositeurs Dramatiques, SACD), fundada el 3 de julio de 1777 en París por Pierre-Augustin Caron de Beaumarchais.

## Documentales
- El bloqueo contra Cuba. https://www.youtube.com/watch?v=hRJp6t9RGaU&t=37s
- Contra todo pronóstico (El bloqueo de Estados Unidos contra Cuba). https://www.youtube.com/watch?v=gAgYYU_lJAo
- Todo Guantanamo es nuestro. https://www.youtube.com/watch?v=0cHaUu8223U&t=235s
- Venezuela, la causa oscura. https://www.youtube.com/watch?v=BS34AWZ1fFo&t=35s
- El ENIGMA DEL BARCO "LA COUBRE. https://www.youtube.com/watch?v=uQGgH-Ny7kI&t=384s
- IMAGENES : "De l'importance de prendre le temps d'observer". https://www.youtube.com/watch?v=ABWF1ELoWk8&t=21s
- La Fábrica del odio contra Cuba. https://www.youtube.com/watch?v=EOpNPKaQs5I&t=3189s